# Relaciones España-Suecia
Las relaciones España-Suecia son las relaciones bilaterales entre el Reino de Suecia y el Reino de España. Estados miembros del G12 y de la Unión Europea (UE), ambos forman parte del espacio Schengen. Son también miembros de la OTAN.

## Relaciones históricas
El interés sueco por España viene de lejos, especialmente, por el hecho de que los visigodos, originarios de los godos provenientes de la actual región sueca de Götaland, estuvieron fuertemente vinculados con la transformación social y política de Hispania, el Reino visigodo, creando, lo que podría ser, el Estado más antiguo de Europa. Ya por el año 840 los vikingos, liderados por Björn Ragnarsson, llegaron a las costas gallegas y andaluzas en busca de fortuna y buenos negocios. En los siglos XVI y XVII, Suecia tenía un gran interés en conseguir sal para la conservación de alimentos. Algunos cónsules de Suecia en Cádiz tuvieron este negocio como de su absoluta prioridad. En 1651, se firmó un acuerdo de libre comercio entre el Imperio español y el Imperio sueco. En aquellos años el comercio en España se limitaba básicamente a la venta de sal, vino y otros alimentos, frente a la madera, hierro y cobre procedentes de Suecia.
Históricamente las relaciones no han podido ser muy cercanas debido a la oposición entre pueblos nórdicos y protestantes frente a pueblos meridionales y católicos, exaltada además por los enfrentamientos en las guerras de religión del siglo XVII. Posteriormente, la guerra civil española generó un gran debate a nivel nacional en Suecia sobre la actitud que debería tomar el gobierno, no obstante, se optó por mantener la neutralidad, lo cual no impidió que más de 500 voluntarios suecos viajaran a España para formar parte de las Brigadas Internacionales. Los años de 1978 y 1979 significaron la plena normalización de relaciones políticas entre España y Suecia, abandonándose cualquier reticencia a nivel de partidos políticos en relación con el proceso político español.

## Relaciones bilaterales

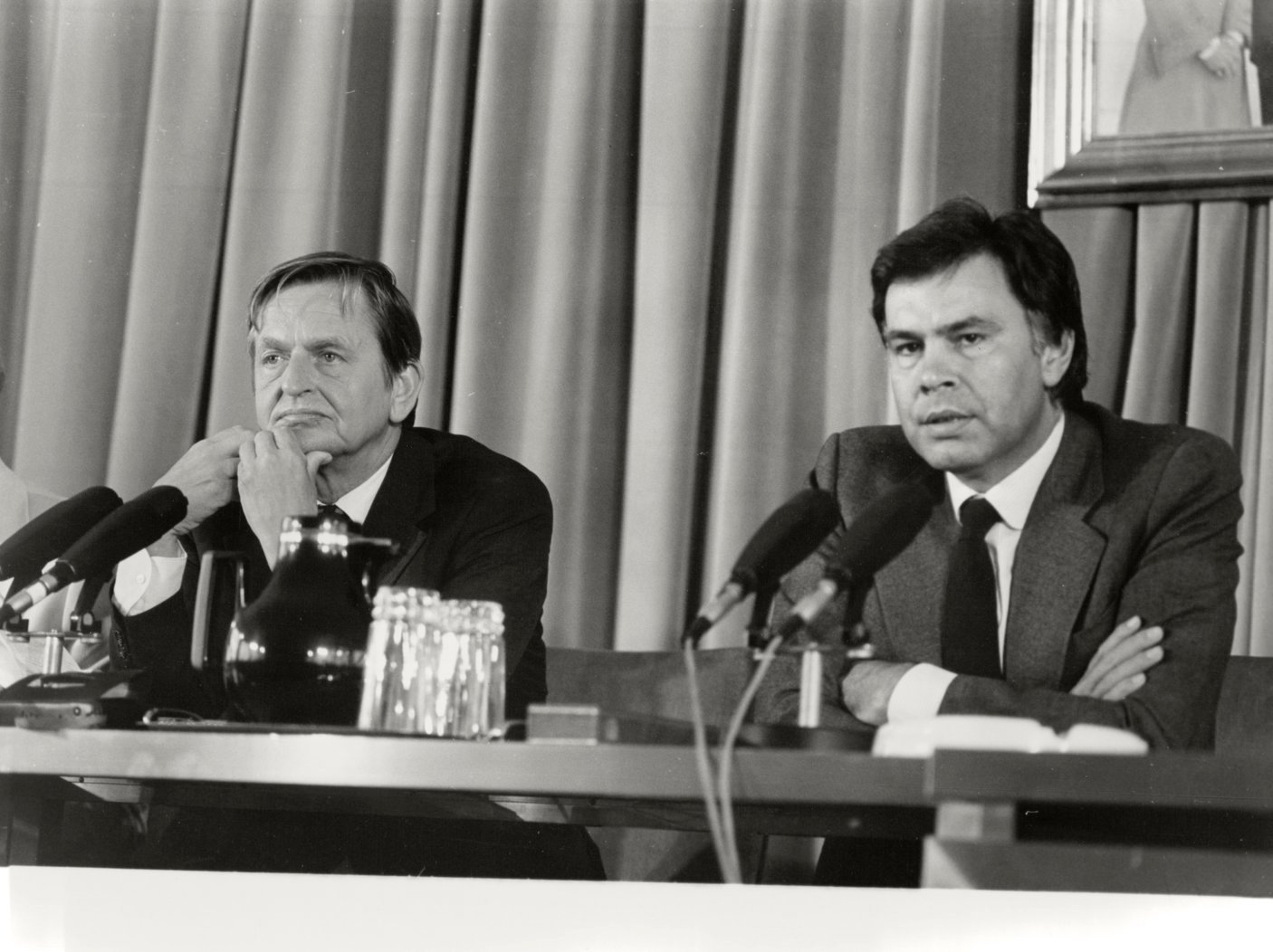
Olof Palme y Felipe González fotografiados en La Moncloa en septiembre de 1984.

Los acontecimientos más importantes a nivel bilateral fueron las visitas a Madrid de los anteriores ministro de Asuntos Exteriores, Karin Soder y Ullsten. Esta fue la primera vez en la historia de los dos países que un ministro de Asuntos Exteriores y un primer ministro sueco viajaban oficialmente a España. Los resultados se pueden calificar de provechosos por el efecto multiplicador que obtuvo en los demás países de Escandinavia. Fruto de todo ello fue la invitación de los monarcas suecos a los reyes de España para visitar oficialmente este país en 1979.
Tanto España como Suecia mantienen un diálogo sobre los retos que tiene la Unión Europea (UE). El desarrollo del mercado único digital europeo, entre otros acuerdos de libre comercio de la UE y países como Estados Unidos, son intereses comunes entre ambos países. Actualmente, España y Suecia tienen excelentes relaciones bilaterales. Estas se caracterizan por la cooperación dentro de la UE y un importante intercambio comercial. España es también el principal destino turístico de los suecos, especialmente Marbella. Con respecto a la movilidad de los jóvenes, educación y cultura, Suecia y España disfrutan de relaciones académicas activas. Además, el español es el segundo idioma extranjero más estudiado en Suecia, después del inglés.
En 2021, la familia real sueca recibió con toda la solemnidad a los reyes de España, Felipe VI y Letizia Ortiz, en su histórica visita de Estado al país escandinavo, la primera en 42 años, en la que ambas monarquías ven una "excelente oportunidad" de dar un salto en las relaciones bilaterales a todos los niveles. En 2022, España apoyó firmemente la solicitud de Suecia para su ingreso a la OTAN.

## Relaciones económicas
En el siglo XXI, el intercambio comercial tiene que ver más con los productos de alta tecnología e innovación y sectores como el medio ambiente, telecomunicaciones y tecnología de la información. También en el sector de la moda, existiendo una gran competencia entre H&M y Zara en este sector a nivel mundial.
El componente económico de las relaciones bilaterales ha sido reforzado desde la adhesión de Suecia a la UE el 1 de enero de 1995 y ha venido siendo un elemento esencial de las relaciones bilaterales, debido, sobre todo, a las significativas inversiones suecas en España, tanto empresariales como residenciales, así como a la gran afluencia de turistas, consolidada durante décadas.

## Misiones diplomáticas
- España tiene una embajada en Estocolmo, al igual que una Consejería Económica y Social y otra Consejería de Turismo en la misma ciudad, y dos consulados honorarios en Malmö, Helsingborg y Gotemburgo.[10]
- Suecia tiene una embajada en Madrid,[11] un consulado-general en Barcelona[12] y consulados-honorarios en Bilbao, Cartagena, Gijón, Granada, Jerez de la Frontera, La Coruña, Las Palmas de Gran Canaria, Valencia, Palma de Mallorca, Sevilla, Torrevieja y Málaga.[13]

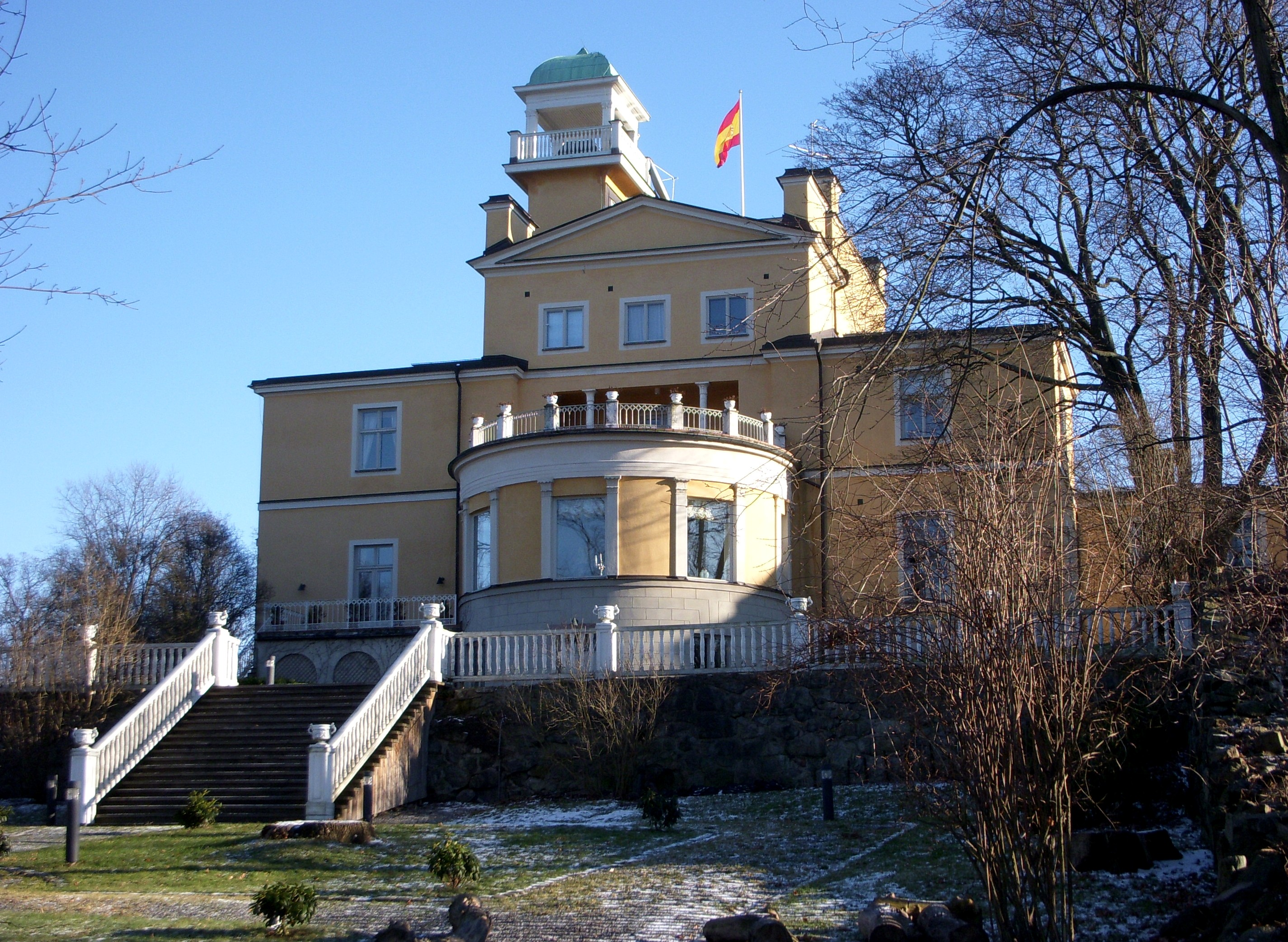
Embajada de España en Estocolmo.
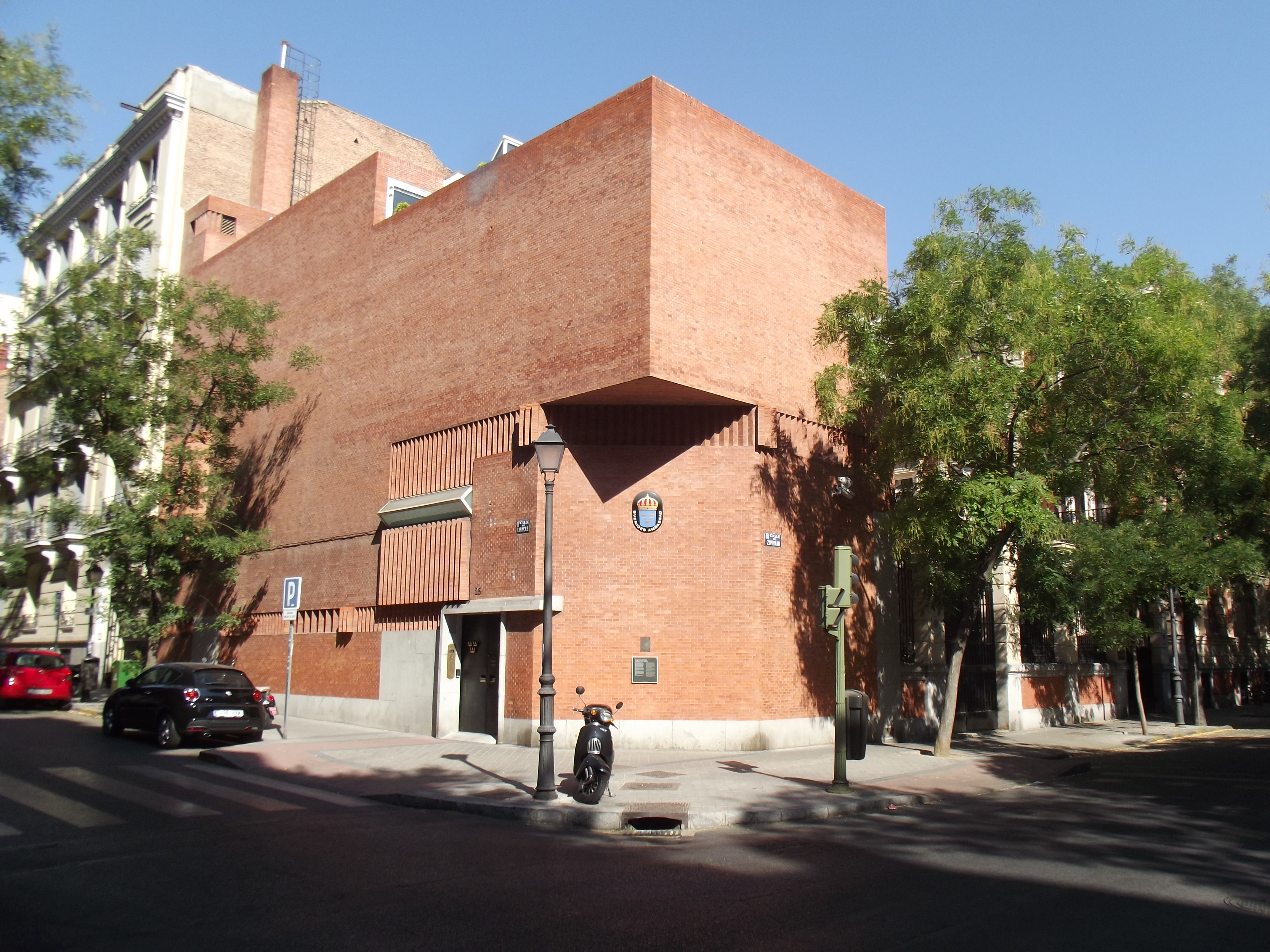
Embajada de Suecia en Madrid.